# Marginifera
Marginifera is een geslacht van uitgestorven brachiopoden, dat voorkwam van het Vroeg-Carboon tot het Perm. 

## Beschrijving
Deze 1,75 tot 2,5 centimeter lange articulate brachiopode kenmerkt zich door een kleine schelp met brede slotrand en duidelijke groeve, bolvormige steelklep, holle armklep. De schelp bevat middelmatige ribben en enkele stekels. 

## Soorten
- Subgroep Marginifera (Arenaria) † Chen & Chi 2006
- Subgroep Marginifera (Marginifera) † Chen & Chi 2006
- Subgroep Marginifera (Nesiotia) † Chen & Chi 2006
  - M. aliensis † Sun 1983
  - M. altimontana † Merla 1934
  - M. andreai † Angiolini 1995
  - M. bicostala † Lee & Gu 1980
  - M. brevisulcata † Cooper 1957
  - M. carniolica † Schellwien 1900
  - M. costalliformis † Li 1986
  - M. costellata † Cooper 1957
  - M. elongata † Huang 1932
  - M. ganota † Grant 1993
  - M. gobiensis † Chao 1927
  - M. haydenensis † Girty 1903
  - M. hubeiensis † Ni 1977
  - M. involuta † Tschernyschew 1902
  - M. jalaidensis † Li & Gu 1980
  - M. juresanensis † Tschernyschew 1902
  - M. lebedevi † Tschernyschew 1902
  - M. longispina † Sowerby 1814
  - M. madagascariensis † Astre 1934
  - M. magniplicata † Huang 1932
  - M. morrisi † Chao 1927
  - M. multicostellata † Cooper 1957
  - M. nathorstfjordensis † Dunbar 1955
  - M. nesiotes † Grant 1976
  - M. parahimalayensis † Lee & Gu 1980
  - M. popovkaensis † Zavodowski 1968
  - M. profundosulcata † Cooper 1957
  - M. qaganqulutica † Lee & Gu 1980
  - M. qamarensis † Yanagida & Pillevuit 1994
  - M. rimuensis † Merla 1934
  - M. schartimiensiformis † Lapina 1960
  - M. schellwieni † Tschernyschew 1902
  - M. semigratiosa † Reed 1927
  - M. septentrionalis † Tschernyschew 1902
  - M. sexcostata † Licharew 1937
  - M. spinulifera † Campi & Chi 2007
  - M. tetraspina † Lee & Duan 1985
  - M. timanica † Tschernyschew 1902
  - M. unsulcata † Li 1986
  - M. uralica † Tschernyschew 1889
  - M. yanhuensis † Sun 1991
  - M. xhongbaensis † Jin & Sun 1981
  - Productus (Marginifera) acutocurvatus † Licharew 1937
  - Productus (Marginifera) gerassimovi †  Licharew 1937
  - Productus (Marginifera) nikchitchi †  Licharew 1937
  - Productus (Marginifera) simkini †  Licharew 1937
  - Productus (Marginifera) spatiosus †  Licharew 1937
  - Productus (Marginifera) subornatus †  Licharew 1937